# Express Talk
Express Talk ist ein von NCH Swift Sound entwickeltes kostenloses VoIP-Softphone für Windows, Mac OS oder Pocket PC, mit dem Anrufe auf andere PCs und via SIP auch auf Telefone getätigt werden können.
Die Software enthält ein Telefon- und Logbuch sowie die Möglichkeit, Gespräche aufzuzeichnen und als Wave-Datei zu speichern.
Des Weiteren ist sie, wie einige andere SIP-Clients, nicht an einen bestimmten SIP-Provider gebunden. Neben  der Basisversion ist eine kostenpflichtige Business-Edition erhältlich.
Es gehört zu den extrem kleinen Programmen in diesem Segment (nur 439 kB groß).
Express Talk verwendet eine konstante Bitrate (CBR), was dazu beiträgt, dass Express Talk bei allen Netzwerkbedingungen gut auskommt.

## Rezeption
Tashreef Shareef meint bei windowsreport, dass Express Talk die beste VoIP-Software für Gaming sei. Er zählt Express Talk auch zu den besten Call Center Aufnahme Softwares Jörg Schieb und Mirko Müller meinen, dass die Benutzung von Express Talk kinderleicht sei. Für Madalina Dinita von windowsreport zählt Express Talk der besten VoIP-Software für Windows 10. Chip meint, dass Express Talk ist eine gut durchdachte VoIP-Software, die einige Schwächen von Skype ausmerzt, aber leider nur mit einer englischsprachigen Oberfläche ausgestattet ist sei. Warnt aber, dass das Programm jede Menge Einträge mit Software-Installationsvorschlägen in das Windows-Startmenü mitbringt.